# Iodură de cobalt

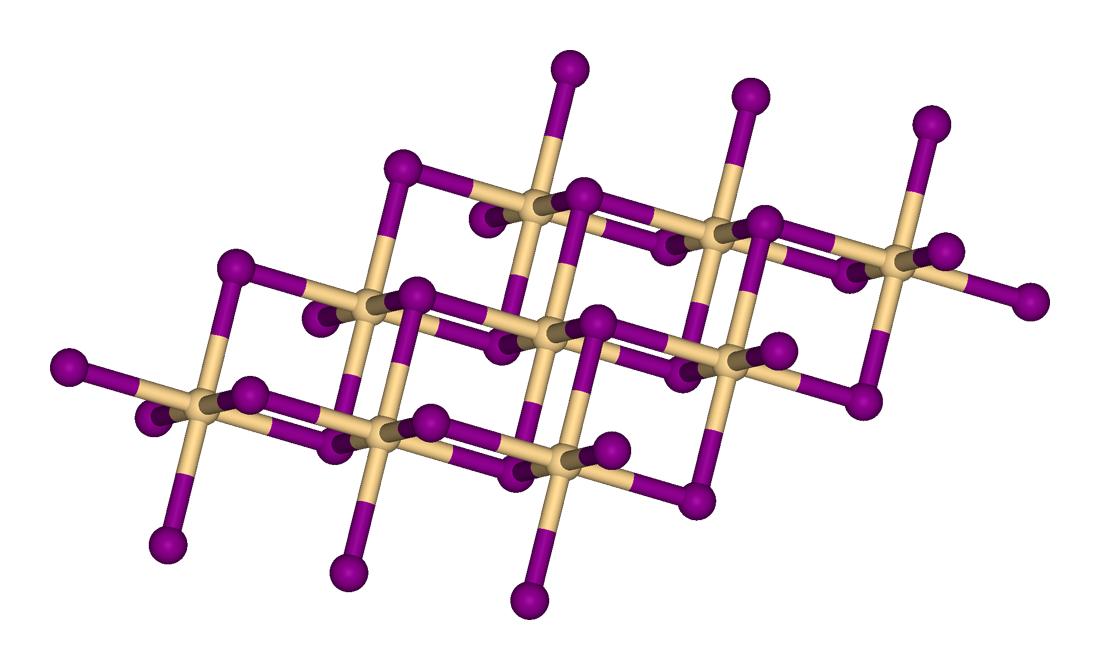
Structură 3D

Iodura de cobalt este o sare a cobaltului cu acidul iodhidric cu formula chimică CoI2. 